# Dia Internacional del Parlamentarisme
El Dia Internacional del Parlamentarisme és un dia internacional que se celebra anualment el 30 de juny, el mateix dia que es va crear, el 1889, la Unió Interparlamentària (UIP). Aquest dia internacional es va establir el 2018 mitjançant una Resolució de l'Assemblea General de les Nacions Unides. Aquesta, en la resolució A/RES/72/278, reconeix la funció i la responsabilitat dels parlaments nacionals, així com la importància d'assegurar una major transparència i a un continu retiment de comptes tant a escala nacional com mundial.